# André Luis Garcia
André Luis García (*Porto Alegre, Rio Grande do Sul, Brasil, 31 de julio de 1979) es un exfutbolista brasileño. Jugaba de defensa y su primer equipo fue el Santos FC.

## Selección nacional
Ha sido internacional con la Selección nacional de fútbol de Brasil, ha jugado 2 partidos internacionales.

## Clubes
| Club                  | País     | Año       |
| --------------------- | -------- | --------- |
| Santos FC             | Brasil   | 2000      |
| Fluminense            | Brasil   | 2001      |
| Santos FC             | Brasil   | 2002-2005 |
| SL Benfica            | Portugal | 2005      |
| Olympique de Marsella | Francia  | 2005-2006 |
| Cruzeiro EC           | Brasil   | 2006-2008 |
| Botafogo FR           | Brasil   | 2008      |
| Grêmio Barueri        | Brasil   | 2009      |
| São Paulo             | Brasil   | 2010      |
| Fluminense            | Brasil   | 2011      |
| Portuguesa            | Brasil   | 2012      |
| Grêmio Barueri        | Brasil   | 2012      |
| Boa Esporte Clube     | Brasil   | 2013      |
| Brasiliense           | Brasil   | 2014      |
| Mogi Mirim EC         | Brasil   | 2015      |
| Brasiliense           | Brasil   | 2016      |
| Taboão da Serra       | Brasil   | 2017      |
| Hercílio Luz FC       | Brasil   | 2017      |
| Taboão da Serra       | Brasil   | 2018      |
| Almirante Barroso     | Brasil   | 2018      |
| Concórdia AC          | Brasil   | 2019      |

## Palmarés

### Campeonatos nacionales
| Título                         | Club      | País     | Año  |
| ------------------------------ | --------- | -------- | ---- |
| Campeonato Brasileño de Fútbol | Santos FC | Brasil   | 2002 |
| Campeonato Brasileño de Fútbol | Santos FC | Brasil   | 2004 |
| SuperLiga                      | Benfica   | Portugal | 2005 |